# Filozofie biologie
Filozofie biologie je součást filozofie vědy, která se zabývá gnozeologickými, metafyzickými a etickými problémy v biologii a medicíně. Přestože filozofové vědy a filozofové obecně se často zabývali životem (včetně např. Aristotela, Descarta a Kanta), o filozofii biologie se mluví většinou až od 60. a 70. let 20. století. Filozofové vědy se tehdy začali biologií zabývat po moderní syntéze a vývoji moderní genetiky. Někteří filozofové se také domnívají, že klíčový zde byl vývoj neurologie a redukování vědomí na materiální termíny.

## Přehled
Filozofii biologie lze vidět jako pokračovatele empirické tradice a naturalismu. Mnoho současných filozofů biologie se vymezuje ústřední otázce rozdílu mezi živým a neživým. Mezi hlavní otázky, kterými se dnes filozofie biologie zabývá patří:
- „Co je to druh?“
- „Jak se evolučně vyvinula racionalita?“
- „Jak organismy koordinují své společné chování?“
- „Jakou roli hraje v biologické evoluci evolučně vývojová biologie?“
- „Jaké sociální hodnoty odráží naše biologické porozumění rasám, sexualitě nebo pohlaví?“
- „Jak působí přirozený výběr mimo vlastní evoluci organizmů?“

O filozofii biologie se také mluví jako o bioetice: Filozofické disciplíně, která by měla pomoci rozklíčovat základní lidské hodnoty a vyřešit etické otázky kolem nových technologií. Mezi takové otázky lze zařadit:
- „Co je to život?“[1]
- „Čím je člověk jedinečný?“;
- „Jaké jsou evoluční základy morálního myšlení?“;
- „Jaké biologické faktory ovlivňují naše estetické soudy?“;
- „Jak je evoluce slučitelná s křesťanstvím a dalšími náboženskými systémy?“

## Redukcionismus, holismus, a vitalismus
Velkou část diskuze filozofie biologie tvoří analýza různých současných i historických pohledů, které biologové zastávají a jaké kulturní či sociální sounáležitosti tyto pohledy doprovázely. Mezi ně patří:
- Vědecký redukcionismus je názor, že veškeré biologické procesy je možné zredukovat na mikroskopické chemické reakce a fyzické interakce
- Holismus znamená v biologii pohled na makroskopická působení živých organismů. Například evoluce je dobrým příkladem pozorování děje s velkým měřítkem tím, že aplikujeme statistické výpočty na pravděpodobnosti přežití jednotlivce.[2]
- Vitalismus je pohled biology od 19. století povětšinou odmítaný, že existuje jakási životní energie (nazývaná vis-viva)